# 细毛香茶菜
细毛香茶菜（学名：Isodon hirtellus）为唇形科香茶菜属下的一个种。